# Adamów (powiat Zamojski)
Adamów is een dorp in het Poolse woiwodschap Lublin, in het district Zamojski. De plaats maakt deel uit van de gemeente Adamów en telt 380 inwoners.